# 河口槭
河口槭（学名：Acer fenzelianum）为无患子科槭属的植物。分布在越南以及中国大陆的云南等地，生长于海拔1,100米至1,500米的地区，一般生长在混交林下，目前尚未由人工引种栽培。